# Franz Xaver Feuchtmayer el joven
Franz Xaver Feuchtmayer el joven (17 de octubre de 1735, Augsburgo - 6 de enero de 1803, ibídem) fue un escultor alemán. Miembro de la familia Feuchtmayer  de artistas del Barroco, trabajaron como escayolistas en Munich relacionados con la escuela Wessobrunn del rococó. Último representante de la famosa familia de artistas Feuchtmayer , hijo de Franz Xaver Feuchtmayer el Viejo (1705 a 1764).

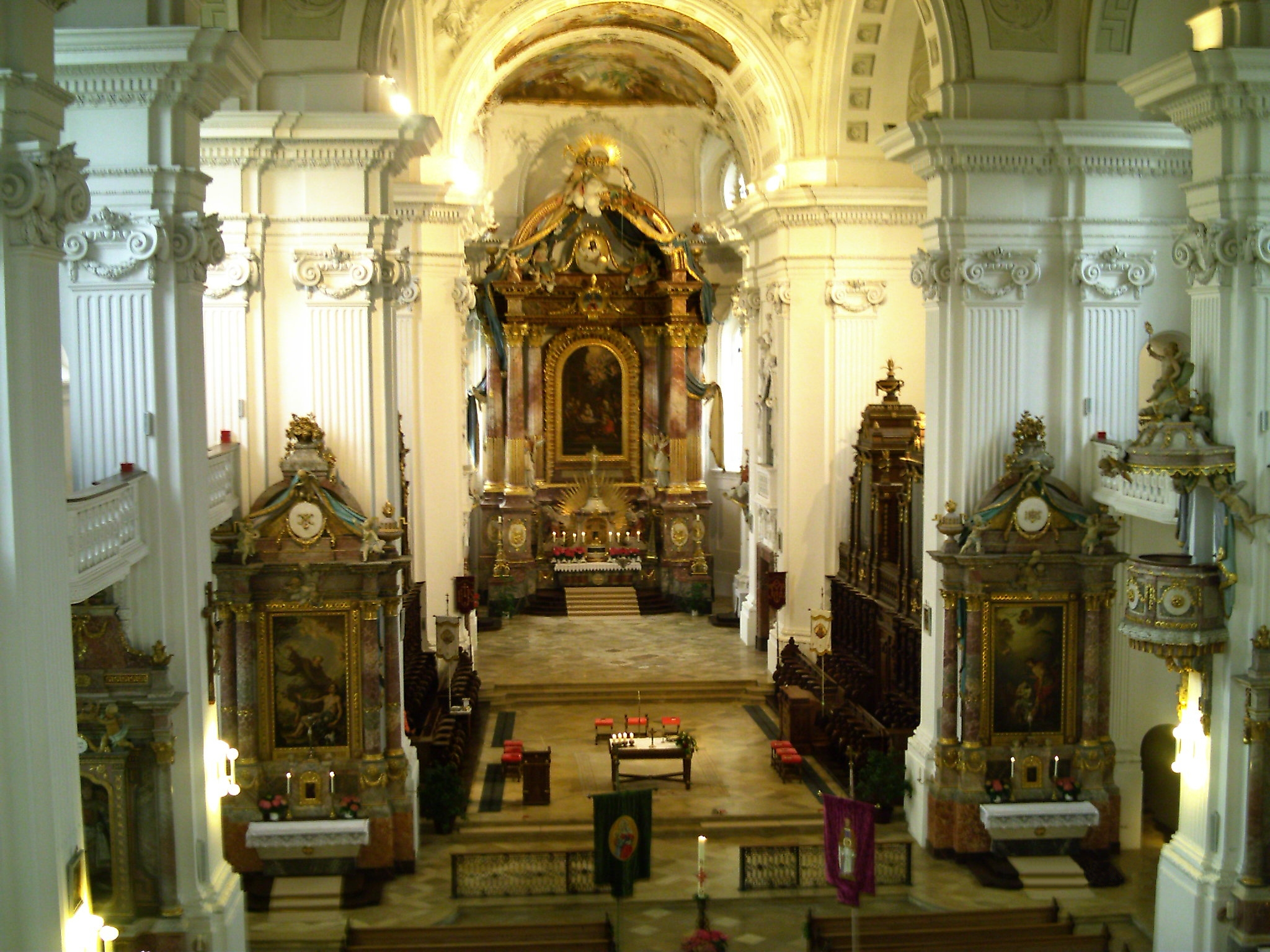
Altar mayor y los altares laterales de la iglesia del monasterio premonstratense de Santa María y San Verena en Rot an der Rot

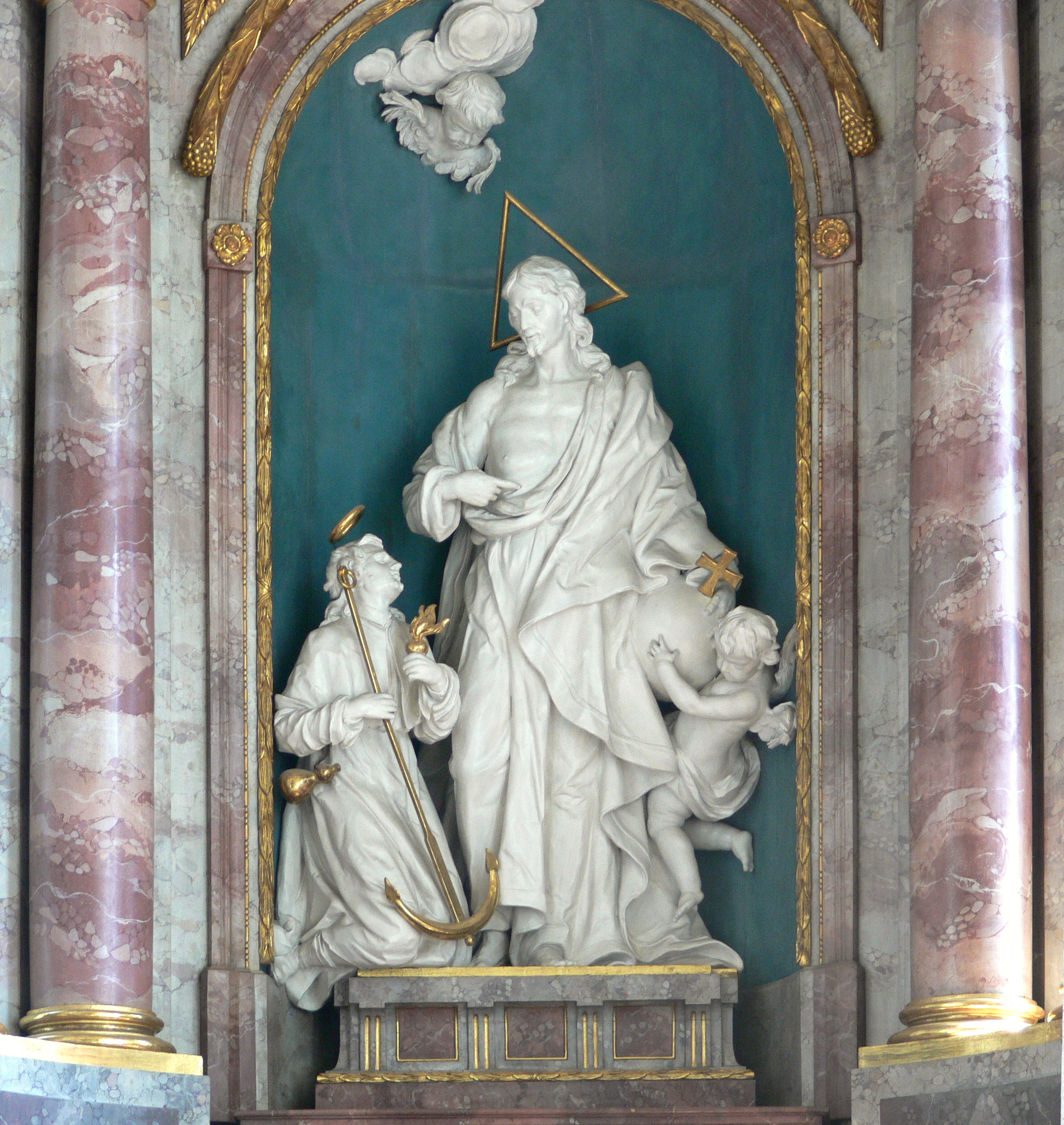
Grupo escultórico de Cristo con un peregrino, en el altar mayor de la iglesia parroquial de San Verena en Bad Wurzach

## Datos biográficos
Era hijo de Franz Xaver Feuchtmayer el viejo (1705-1764), nieto de Michael Feuchtmayer (n. 1667), sobrino nieto de Johann Michael Feuchtmayer el viejo (1666-1713) y Franz Joseph Feuchtmayer (1660-1718), y primo de Joseph Anton Feuchtmayer (1696-1770) que trabajó cuando Franz Xaver Feuchtmayer el joven ya se había retirado .
Sus trabajos más famosos son el baldaquino sobre el altar mayor y algunos de los altares laterales de la iglesia del monasterio premonstratense de Santa María y San Verena en Rot an der Rot , construido en 1777. 

## Obras
Entre las obras de Franz Xaver Feuchtmayer el joven se incluyen las siguientes:
- Bad Wurzach, Parroquia de San Verena : grupo Cristo con  peregrino, en el altar mayor, Santo Cristo de la tumba
- Maria Steinbach, Santuario : estuco
- Munich, Castillo-Schloss Nymphenburg : estuco
- Loh (Stephansposching) , iglesia de peregrinación de la Santa Cruz
- Reicholzried , Iglesia de San Jorge y Florian: estuco[1]
- Rot an der Rot, iglesia del monasterio premonstratense : cubierta sobre el altar mayor y algunos de los altares laterales (su obra más famosa)